# Светско првенство у пливању у малим базенима 2002.
Светско првенство у пливању у малим базенима 2002. (енгл. 6th FINA World Swimming Championships (25m); рус. Чемпионат мира по плаванию на короткой воде 2002) је било шесто по реду светско првенство у пливању у малим базенима (базени дужине 25 метара) одржано у организацији Међународне федерације водених спортова (тадашње FINA). Такмичење је одржано у периоду 3 — 7. априла 2002, на олимпијском базену спортског комплекса Олимпијски у Москви, у Русија. На првенству је учествовало до тада рекордних 599 такмичара из чак 92 земље. Такмичења су се, као и две године раније на првенству у Атини, одвијала у 40 дисциплина, по 20 у обе конкуренције.
Најуспешнија нација на првенству је била Аустралија чији такмичари су освојили укупно 17 медаља, од чега 9 златних. Друго место по броју медаља заузели су спортисти из Сједињених Држава, који су иако су имали убедљиво највише освојених медаља (чак 26) освојили 8 златних медаља, једну мање од такмичара из Аустралије. Трећепласирани су били репрезентативци Шведске са 10 освојених медаља (од чега је 7 било златног сјаја). Укупно је 26 земаље освајало медаље на овом такмичењу. На првенству је испливано укупно 7 нових светских рекорда
Најуспешнији такмичар код мушкараца је био аустралијски репрезентативац Грант Хакет са освојене три златне медаље. Код жена је најуспешнија била Швеђанка Тересе Алсхамар са 4 освојене златне медаље, чиме је понела признање и за најуспешнијег појединца такмичења. Украјинка Јана Клочкова је такмичење окончала са освојена 3 злата.
Репрезентацију тадашње СР Југославије представљала су четворица пливача: Игор Беретић, Небојша Бикић, Игор Ерхартић и Младен Тепавчевић. Тепавчевић је уједно остварио и најбољи резултат пласманом на десето место полуфиналне трке на 50 метара прсним стилом.

## Освајачи медаља

### Мушкарци
| Дисциплина       |                                                                        | Резултат    |                                                                   | Резултат |                                                                        | Резултат |
| 50 м слободно    | Хосе Меоланс Аргентина                                                 | 21.36 РПр   | Марк Фостер Велика Британија                                      | 21.44    | Александар Волињец Украјина Александар Попов Русија                    | 21.55    |
| 100 м слободно   | Ешли Калус Аустралија                                                  | 46.99       | Хосе Меоланд Аргентина                                            | 47.09    | Салим Илес Алжир                                                       | 47.66    |
| 200 м слободно   | Клит Келер Сједињене Државе                                            | 1:44.36     | Густаво Боржес Бразил                                             | 1:45.67  | Марк Џонстон Канада                                                    | 1:45.88  |
| 400 м слободно   | Грант Хакет Аустралија                                                 | 3:38.29     | Квјетослав Свобода Чешка                                          | 3:41.97  | Чад Карвин Сједињене Државе                                            | 3:43.55  |
| 1500 м слободно  | Грант Хакет Аустралија                                                 | 14:33.94    | Крис Томпсон Сједињене Државе                                     | 14:39.43 | Кристијан Миноти Италија                                               | 14:45.94 |
|                  |                                                                        |             |                                                                   |          |                                                                        |          |
| 50 м леђно       | Метју Велш Аустралија                                                  | 23.66       | Питер Маршал Сједињене Државе                                     | 24.04    | Тони Хелбиг Немачка                                                    | 24.17    |
| 100 м леђно      | Метју Велш Аустралија                                                  | 51.26       | Арон Пирсол Сједињене Државе                                      | 51.71    | Питер Маршал Сједињене Државе                                          | 51.84    |
| 200 м леђно      | Арон Пирсол Сједињене Државе                                           | 1:51.17 СР  | Марко Страхија Хрватска                                           | 1:53.08  | Блаж Медвешек Словенија                                                | 1:53.66  |
|                  |                                                                        |             |                                                                   |          |                                                                        |          |
| 50 м прсно       | Олег Лисогор Украјина                                                  | 26.42       | Жозе Кото Португал                                                | 27.22    | Едуардо Фишер Бразил                                                   | 27.26    |
| 100 м прсно      | Олег Лисогор Украјина                                                  | 58.33 РПр   | Косуке Китаџима Јапан                                             | 59.10    | Јарно Пихлава Финска                                                   | 59.22    |
| 200 м прсно      | Џим Пајпер Аустралија                                                  | 2:07.16 РПр | Дејвид Денистон Сједињене Државе                                  | 2:07.42  | Јарно Пихлава Финска                                                   | 2:07.61  |
|                  |                                                                        |             |                                                                   |          |                                                                        |          |
| 50 м делфин      | Џеф Хјугил Аустралија                                                  | 22.89 РПр   | Адам Пајн Аустралија                                              | 23.29    | Марк Фостер Велика Британија                                           | 23.36    |
| 100 м делфин     | Џеф Хјугил Аустралија                                                  | 50.95       | Адам Пајн Аустралија                                              | 51.27    | Игор Марченко Русија                                                   | 51.41    |
| 200 м делфин     | Џејмс Хикман Велика Британија                                          | 1:53.14     | Џастин Норис Аустралија                                           | 1:54.07  | Јоан Гергел Румунија                                                   | 1:54.16  |
|                  |                                                                        |             |                                                                   |          |                                                                        |          |
| 100 м мешовито   | Петер Манкоч Словенија                                                 | 52.90       | Јани Сиевинен Финска                                              | 53.78    | Јакоб Андерсен Данска                                                  | 54.31    |
| 200 м мешовито   | Јани Сиевинен Финска                                                   | 1:55.45 РПр | Петер Манкоч Словенија                                            | 1:56.13  | Том Вилкенс Сједињене Државе                                           | 1:57.34  |
| 400 м мешовито   | Том Вилкенс Сједињене Државе                                           | 4:04.82 РПр | рајан Џонс Канада                                                 | 4:06.85  | Јакоб Карстенсен Данска                                                | 4:08.92  |
|                  |                                                                        |             |                                                                   |          |                                                                        |          |
| 4×100 м слободно | Сједињене Државе Скот Такер Питер Маршал Џејсон Лезак Клит Келер       | 3:10.64     | Шведска Ерик Лафлевр Стефан Нистранд Ларс Фреландер Матијас Охлин | 3:11.14  | Русија Леонид Хохлов Александар Попов Денис Пиманков Андреј Капралов   | 3:11.24  |
| 4×200 м слободно | Аустралија Тод Пирсон Реј Хас Леон Дуне Грант Хакет                    | 7:00.36 РПр | Русија Денис Родкин Јуриј Прилуков Иља Никитин Андреј Капралов    | 7:05.36  | Сједињене Државе Чад Карвин Ерик Вендт Скот Такер Клит Келер           | 7:08.73  |
| 4х100 м мешовито | Сједињене Државе Арон Пирсол Дејвид Денистон Питер Маршал Џејсон Лезак | 3:29.00 СР  | Аустралија Џеф Хјугил Џим Пајпер Адам Пајн Ешли Калус             | 3:29.35  | Русија Јевгениј Аљошин Дмитриј Коморников Игор Марченко Денис Пиманков | 3:30.21  |

### Жене
| Дисциплина       |                                                                           | Резултат    |                                                                       | Резултат |                                                         | Резултат |
| 50 м слободно    | Тересе Алсхамар Шведска                                                   | 24.16       | Алисон Шепард Велика Британија                                        | 24.28    | Тами Стоун Сједињене Државе                             | 24.65    |
| 100 м слободно   | Тересе Алсхамар Шведска                                                   | 52.89       | Мартина Моравцова Словачка                                            | 52.96    | Сју Јенвеј Кина                                         | 53.35    |
| 200 м слободно   | Линдзи Бенко Сједињене Државе                                             | 1:54.04 СР  | Јанг Ју Кина                                                          | 1:55.34  | Сју Јенвеј Кина                                         | 1:55.63  |
| 400 м слободно   | Јана Клочкова Украјина                                                    | 4:01.26     | Чен Хуа Кина                                                          | 4:03.81  | Рејчел Комисарз Сједињене Државе                        | 4:06.30  |
| 800 м слободно   | Чен Хуа Кина                                                              | 8:16.34 РПр | Ирина Уфимцева Русија                                                 | 8:21.91  | Флавија Ригамонти Швајцарска                            | 8:23.38  |
|                  |                                                                           |             |                                                                       |          |                                                         |          |
| 50 м леђно       | Џенифер Керол Канада                                                      | 27.38 РПр   | Хејли Коуп Сједињене Државе                                           | 27.44    | Дајана Макманус Сједињене Државе                        | 27.60    |
| 100 м леђно      | Хејли Коуп Сједињене Државе                                               | 59.07       | Илона Хлавачкова Чешка                                                | 59.13    | Дајана Макманус Сједињене Државе                        | 59.45    |
| 200 м леђно      | Линдзи Бенко Сједињене Државе                                             | 2:04.97 РПр | Реико Накамура Јапан                                                  | 2:07.30  | Ирина Амшенњикова Украјина                              | 2:07.71  |
|                  |                                                                           |             |                                                                       |          |                                                         |          |
| 50 м прсно       | Ема Игелстрем Шведска                                                     | 29.96 СР    | Луо Сјуејуен Кина                                                     | 30.17    | Зое Бејкер Велика Британија                             | 30.56    |
| 100 м прсно      | Ема Игелстрем Шведска                                                     | 1:05.38 СР  | Сара Певе Јужна Африка                                                | 1:06.16  | Луо Сјуејуен Кина                                       | 1:06.36  |
| 200 м прсно      | Ћи Хуеј Кина                                                              | 2:20.91     | Ема Игелстрем Шведска                                                 | 2:21.60  | Мирна Јукић Аустрија                                    | 2:21.63  |
|                  |                                                                           |             |                                                                       |          |                                                         |          |
| 50 м делфин      | Ана Карин Камерлинг Шведска                                               | 25.55 РПр   | Петрија Томас Аустралија                                              | 26.36    | Веред Бороховски Израел                                 | 26.38    |
| 100 м делфин     | Мартина Моравцова Словачка                                                | 57.04       | Петрија Томас Аустралија                                              | 57.91    | Ана Карин Камерлинг Шведска                             | 58.12    |
| 200 м делфин     | Петрија Томас Аустралија                                                  | 2:05.76 РПр | Јанг Ју Кина                                                          | 2:06.10  | Мери Десенза Сједињене Државе                           | 2:06.17  |
|                  |                                                                           |             |                                                                       |          |                                                         |          |
| 100 м мешовито   | Мартина Моравцова Словачка                                                | 59.91       | Габријел Роуз Сједињене Државе                                        | 1:00.68  | Алисон Шепард Велика Британија                          | 1:00.88  |
| 200 м мешовито   | Јана Клочкова Украјина                                                    | 2:08.82     | Габријел Роуз Сједињене Државе                                        | 2:09.77  | Оксана Верјовка Русија                                  | 2:11.25  |
| 400 м мешовито   | Јана Клочкова Украјина                                                    | 4:30.63     | Аленка Кејжар Словенија                                               | 4:35.44  | Хеорхина Бардач Аргентина                               | 4:36.36  |
|                  |                                                                           |             |                                                                       |          |                                                         |          |
| 4х100 м слободно | Шведска Јосефин Лилхаје Тересе Алсхамар Јохана Шеберг Ана Карин Камерлинг | 3:35.09     | Аустралија Сара Рајан Петрија Томас Ђан Руни Елка Грејам              | 3:35.97  | Кина Јанг Ју Танг Ђингџи Џу Јингвен Сју Јенвеј          | 3:36.18  |
| 4x200 м слободно | Кина Сју Јенвеј Џу Јингвен Танг Ђингџи Јанг Ју                            | 7:46.30 СР  | Сједињене Државе Линдзи Бенко Габријел Роуз Колин Лан Рејчел Комисарз | 7:47.55  | Аустралија Елка Грејам Петрија Томас Лори Мунц Ђан Руни | 7:49.50  |
| 4х100 м мешовито | Шведска Тересе Алсхамар Ема Игелстрем Ана Карин Камерлинг Јохана Шеберг   | 3:55.78 СР  | Сједињене Државе Хејли Коуп Аманда Бирд Рејчел Комисарз Линдзи Бенко  | 3:57.17  | Кина Џан Шу Луо Сјуејуен Џенг Си Сју Јенвеј             | 3:57.29  |

## Биланс медаља
| Позиција    | Држава           | Злато | Сребро | Бронза | Укупно |
| ----------- | ---------------- | ----- | ------ | ------ | ------ |
| 1           | Аустралија       | 9     | 7      | 1      | 17     |
| 2           | Сједињене Државе | 8     | 9      | 9      | 26     |
| 3           | Шведска          | 7     | 2      | 1      | 10     |
| 4           | Украјина         | 5     | 0      | 2      | 7      |
| 5           | Кина             | 3     | 4      | 5      | 12     |
| 6           | Словачка         | 2     | 1      | 0      | 3      |
| 7           | Велика Британија | 1     | 2      | 3      | 6      |
| 8           | Словенија        | 1     | 2      | 2      | 5      |
| 9           | Чешка            | 1     | 2      | 0      | 3      |
| 10          | Финска           | 1     | 1      | 2      | 4      |
| 11          | Канада           | 1     | 1      | 1      | 3      |
| 11          | Аргентина        | 1     | 1      | 1      | 3      |
| 13          | Јапан            | 1     | 1      | 0      | 2      |
| 14          | Русија           | 0     | 2      | 5      | 7      |
| 15          | Румунија         | 0     | 1      | 1      | 2      |
| 15          | Бразил           | 0     | 1      | 1      | 2      |
| 15          | Израел           | 0     | 1      | 1      | 2      |
| 18          | Португалија      | 0     | 1      | 0      | 1      |
| 18          | Јужна Африка     | 0     | 1      | 0      | 1      |
| 18          | Хрватска         | 0     | 1      | 0      | 1      |
| 21          | Данска           | 0     | 0      | 2      | 2      |
| 22          | Швајцарска       | 0     | 0      | 1      | 1      |
| 22          | Италија          | 0     | 0      | 1      | 1      |
| 22          | Њемачка          | 0     | 0      | 1      | 1      |
| 22          | Аустрија         | 0     | 0      | 1      | 1      |
| 22          | Алжир            | 0     | 0      | 1      | 1      |
| Укупно (26) | Укупно (26)      | 41    | 41     | 42     | 124    |